# Austin A30
Austin A30 – subkompaktowy samochód osobowy produkowany przez brytyjską firmę Austin Motor Company w latach 1951−1956. Dostępny jako 2- lub 4-drzwiowy lub 3-drzwiowe kombi. Do napędu użyto silnika R4 o pojemności 0,8 litra. Moc przenoszona była na oś tylną poprzez 4-biegową manualną skrzynię biegów. Wyprodukowano 223264 egzemplarzy.

## Dane techniczne

### Silnik
- R4 0,8 l (803 cm³), 2 zawory na cylinder, OHV
- Układ zasilania: gaźnik
- Średnica cylindra × skok tłoka: 58,00 mm × 76,00 mm
- Stopień sprężania: 7,2:1
- Moc maksymalna: 28 KM (21 kW) przy 4800 obr./min
- Maksymalny moment obrotowy: 54 N•m przy 2200 obr./min

### Osiągi
- Przyspieszenie 0-80 km/h: 29,0 s[2]
- Prędkość maksymalna: 100 km/h[2]
- Średnie zużycie paliwa: 7,3 l / 100 km[2]